# Galeocharax
Galeocharax és un gènere de peixos de la família dels caràcids i de l'ordre dels caraciformes.

## Taxonomia
- Galeocharax gulo (Cope, 1870)[2]
- Galeocharax humeralis (Valenciennes, 1842)[3]
- Galeocharax knerii (Steindachner, 1879)[4][5][6][7][8][9][10][11]